# 伏木線
伏木線（日语：／）是一條曾經連接富山縣高岡市米島口站至伏木港站之間，由加越能鐵道（現時：加越能巴士）經營的路面電車路線。該線為高岡軌道線的一部分。在1971年廢除。

## 路線數據
- 路線距離（營業距離）：2.9公里
- 軌距：1067毫米
- 車站數目：7座（包含起終點站）
- 雙線區間：沒有（全線單線）
- 電氣化區間：全線（直流600V）
- 閉塞方式：不詳

## 歷史
在1948年4月10日，富山地方鐵道地鐵高岡至伏木港之間，全長7.3公里的高岡軌道線部分區間開業。在1951年，高岡軌道線的中途站米島口站至射水線新湊站（現時：六渡寺站）之間，全長3.6公里的路線開業，並且把該區間定為本線，使米島口至伏木港之間2.9公里定為支線。在1959年，包含伏木線在內的高岡軌道線均轉讓給加越能鐵道（1950年成立，現時：加越能巴士）。
在高岡至伏木之間，由於同時有國鐵冰見線進行競爭，加上機動化的發展，使無法預期一定的客量。另外，這條支線會使高岡軌道線在營運會比較複雜，同時高岡市也指出路面電車會對道路交通造成障礙，因此最後在1971年9月1日廢除。
- 1948年（昭和23年）4月10日 - 富山地方鐵道 地鐵高岡至米島口至伏木港之間開業[1][2]。
- 1959年（昭和34年）4月1日 - 路線轉讓給加越能鐵道[1][3]。
- 1971年（昭和46年）9月1日 - 米島口至伏木港之間被廢除[1][4]。

## 車站列表
※車站名稱都是取自廢線時一刻。
米島口 –  米島 –  高美町 –  矢田 –  串岡 –  古府口 –  伏木港
- 高美町站可進行列車交會。

## 接續路線
※車站名稱和鐵路公司名稱都是取自廢線時一刻。
- 米島口站：加越能鐵道高岡軌道線
- 伏木港站：國鐵冰見線（伏木站）

## 注腳
1. 1 2 3  朝日 2011，第21頁.
2. ↑  地鉄 1979，第175頁.
3. ↑  地鉄 1979，第176頁.
4. ↑  寺田 2013，第245頁.